# 4e étape du Tour d'Espagne 1999

La 4e étape du Tour d'Espagne 1999 s'est déroulée le 8 septembre entre Las Rozas de Madrid et Salamanque.

## Récit
Après une échappée de Laurent Jalabert, Andrei Zintchenko, Viatcheslav Ekimov, Wladimir Belli, Gianni Faresin et Andrea Tafi puis de Koos Moerenhout, l'Allemand Marcel Wüst remporte au sprint sa troisième étape consécutive, la 11e au total sur le Tour d'Espagne. Il conserve le maillot de oro.

## Classement de l'étape
|   | Coureur           | Pays      | Équipe           |    | Temps |
| - | ----------------- | --------- | ---------------- | -- | ----- |
| 1 | Marcel Wüst       | Allemagne | Festina-Lotus    | en |       |
| 2 | Giovanni Lombardi | Italie    | Deutsche Telekom |    | m.t.  |
| 3 | Sergueï Ivanov    | Russie    | TVM              |    | m.t.  |

## Classement général
|   | Coureur       | Pays           | Équipe        |    | Temps |
| - | ------------- | -------------- | ------------- | -- | ----- |
| 1 | Marcel Wüst   | Allemagne      | Festina-Lotus | en |       |
| 2 | Robbie McEwen | Australie      | Rabobank      | +  | 29 s  |
| 3 | Robert Hunter | Afrique du Sud | Lampre-Daikin |    | 34 s  |